# Gimmie Love Tour
Gimmie Love Tour é a segunda turnê da cantora e compositora canadense Carly Rae Jepsen, em suporte de seu terceiro álbum de estúdio, E·MO·TION (2015). O primeiro concerto ocorreu em 26 de outubro de 2015.

## Repertório
O repertório abaixo é representativo do concerto ocorrido em 17 de novembro de 2015, não correspondendo necessariamente aos outros shows da turnê.
1. "Run Away with Me"
2. "Making the Most of the Night"
3. "Good Time"
4. "E·MO·TION"
5. "Warm Blood"
6. "Boy Problems"
7. "This Kiss"
8. "Gimmie Love"
9. "Tiny Little Bows"
10. "I Didn't Just Come Here to Dance"
11. "Tonight I'm Getting Over You"
12. "Your Type"
13. "When I Needed You"
14. "Love Again"
15. "LA Hallucinations"
16. "Favourite Colour"
17. "All That"
18. "Let's Get Lost"

Bis
1. "Curiosity" (acústico)
2. "Call Me Maybe"
3. "I Really Like You"

## Datas
| Data                   | Cidade           | País           | Local                   |        |
| África                 | África           | África         | África                  | África |
| ---------------------- | ---------------- | -------------- | ----------------------- | ------ |
| 21 de outubro de 2015  | Cape Town        | África do Sul  | Grand Arena             |        |
| 24 de outubro de 2015  | Pretória         | África do Sul  | Monument Amphitheatre   |        |
| América do Norte       |                  |                |                         |        |
| 1 de novembro de 2015  | Ithaca, NY       | Estados Unidos | Barton Hall             |        |
| 9 de novembro de 2015  | Washington, DC   | Estados Unidos | The Fillmore            |        |
| 10 de novembro de 2015 | Boston, MA       | Estados Unidos | The Paradise            |        |
| 11 de novembro de 2015 | New York, NY     | Estados Unidos | Irving Plaza            |        |
| 13 de novembro de 2015 | Philadelphia, PA | Estados Unidos | The Trocadero           |        |
| Ásia                   |                  |                |                         |        |
| 17 de novembro de 2015 | Tóquio           | Japão          | Zepp Divercity          |        |
| 18 de novembro de 2015 | Osaka            | Japão          | Namba Hatch             |        |
| 19 de novembro de 2015 | Nagoya           | Japão          | Diamond Hall            |        |
| América do Norte       |                  |                |                         |        |
| 2 de dezembro de 2015  | Tucson, AZ       | Estados Unidos | Fox Theatre             |        |
| Europa                 |                  |                |                         |        |
| 7 de dezembro de 2015  | Londres          | Inglaterra     | Islington Assembly Hall |        |
| América do Norte       |                  |                |                         |        |
| 30 de dezembro de 2015 | Las Vegas        | Estados Unidos | Venetian Theatre        |        |
| 31 de dezembro de 2015 | Las Vegas        | Estados Unidos | Venetian Theatre        |        |
| 2 de janeiro de 2016   | Las Vegas        | Estados Unidos | Venetian Theatre        |        |